# 2Cellos
2Cellos (psané 2CELLOS) je chorvatské instrumentální duo, skládající se z Luky Šuliće (* 25. srpna 1987, Slovinsko) a Stjepana Hausera (* 15. června 1986, Chorvatsko).

## Začátky
Luka Šulić a Stjepan Hauser se poprvé setkali v hudební akademii v Záhřebu. Sulic později přešel na londýnskou konzervatoř Royal Academy of Music a Hauser přešel na konzervatoř Royal Northern College of Music v Manchesteru. Po letech hraní klasické hudby na violoncello se rozhodli zahrát píseň Smooth Criminal od Michaela Jacksona. Nahrávka byla publikována v lednu 2011 a stala se velkým hitem na internetovém serveru YouTube. Po prvních dvou týdnech měla více než 3 miliony zhlédnutí.

## Diskografie
- 2Cellos (2011)[3]
- In2ition (2013)[4]
- Celloverse (2015)[5]
- Score (17. března 2017)[6][7]
- Let There Be Cello (2018)
- Dedicated (2021)[8]

## Ocenění
| Rok  | Příjemce             | Ocenění                        | Výsledek  | Ref.   |
| ---- | -------------------- | ------------------------------ | --------- | ------ |
| 2012 | 2Cellos              | Best International Album       | Vítěz     | [ 9 ]  |
| 2012 | "Smooth Criminal"    | Best International Song        | Vítěz     | [ 9 ]  |
| 2013 | In2ition             | Best International Album       | Nominován |        |
| 2014 | Live at Arena Zagreb | Best International Video Album | Vítěz     | [ 10 ] |

| Rok  | Příjemce    | Ocenění                        | Výsledek | Ref.   |
| ---- | ----------- | ------------------------------ | -------- | ------ |
| 2014 | In2ition    | Instrumental Album of the Year | Vítěz    | [ 11 ] |
| 2014 | "Kagemusha" | Song of the Year by Download   | Vítěz    | [ 12 ] |

| Rok  | Příjemce | Ocenění               | Výsledek | Ref.   |
| ---- | -------- | --------------------- | -------- | ------ |
| 2014 | 2Cellos  | Musicians of the Year | Vítěz    | [ 13 ] |